# 第二可算的空間
数学の位相空間論おける第二可算空間（だいにかさんくうかん、英: second-countable space）とは、第二可算公理を満たす位相空間のことである。空間が第二可算公理を満たすとは「その位相が可算な開基を持つ」ということを言う。つまり、位相空間 T が第二可算的であるとは、T の可算個の開集合からなる族 {\displaystyle {\mathcal {U}}=\{U_{i}\}_{i=1}^{\infty }} が存在して、T の任意の開集合が {\displaystyle {\mathcal {U}}} の適当な部分族に属する開集合の和に表されることをいう。他の可算公理と同様に、第二可算であるという性質は、その空間が持つことのできる開集合の数を制限するものになっている。
「素性のよい」空間のほとんどは第二可算的である。例えば、普通の位相を入れたユークリッド空間 (Rn) がそうである。全ての開球体を考える通常の開基をとるとこれは可算ではないけれども、半径が有理数で中心が有理点であるような開球体全体のなす集合を考えると、これは可算であり、開基も成す。

## 性質
第二可算性は第一可算性よりも強い概念である（つまり、第二可算空間は必ず第一可算にもなる）。空間が第一可算であるというのは、各点が可算な基本近傍系を持つことであった。位相の開基と一点 x が与えられたとき、開基に属する集合で x を含むようなものの全体は x の基本近傍系を成すから、考えている位相が可算開基を持つならば、各点が可算基本近傍系をもつことは明らかである。
第二可算性は他の特定の位相的性質を含意している。具体的には、第二可算空間は可分 (可算な稠密部分集合を持つ) かつ リンデレーフ (任意の開被覆が可算部分開被覆を持つ) である。逆は成り立たない。例えば、実数直線に下限位相を与えたものは、第一可算的、可分、リンデレーフであるが第二可算的ではない。しかし、距離空間に対しては可分性とリンデレーフ性と第二可算性は全て同値である。つまり、実数直線に下限位相を入れたものは距離付け不可能である。
（距離空間としての）第二可算空間においては、コンパクト性、点列コンパクト性、可算コンパクト性は全て同値である。
ウリゾーンの距離化可能定理は第二可算な正則空間は距離付け可能であるということを言っている。従って、このような空間はパラコンパクトであるとともに完全正規である。ゆえに第二可算性は、分離公理を課すだけで距離化可能性が導かれる、位相空間に対するかなり強い制約的性質である。
その他の性質
- 第二可算空間の連続開写像による像はやはり第二可算である。
- 第二可算空間の部分空間はやはり第二可算である。
- 第二可算空間の商空間は必ずしも第二可算ではないが、開商空間は常に第二可算になる。
- 第二可算空間の可算個の直積は第二可算である。非可算個の直積についてはこの限りでない。
- 第二可算空間の位相の濃度は高々連続体濃度 c である。
- 第二可算空間の任意の開基は、それ自身開基を成すような可算部分族を持つ。
- 第二可算空間における互いに素な開集合から成る族は、全て可算である。

## 例
- 可算直和 {\displaystyle X=[0,1]\sqcup [2,3]\sqcup [4,5]\sqcup \cdots \sqcup [2k,2k+1]\sqcup \cdots }　を考え、同値関係と商位相を各区間の左端をすべて同一視することによって定める。すなわち、0 ~ 2 ~ 4 ~ … ~ 2k ~ … は全て同一の点と見なす。X は第二可算空間の可算和として第二可算になるが、商空間 X/~ は先ほど同一視した点の属する同値類において第一可算でなく、したがって第二可算にもならない。